# 安口镇 (华亭市)
安口镇，是中华人民共和国甘肃省平凉市华亭市下辖的一个行政建制镇。

## 行政区划
安口镇下辖以下地区：
东大街社区、正街社区、瓷市街社区、安丰社区、前峰村、阳安村、立新村、大坪村、吴家坪村、石坪村、陶坪村、胡家窑村、高镇村、马家堡村、朱家坡村、吴家堡村、晨光村、关庄村、三山村、南山村、双凤村和武村铺村。